# Centaurea kamalnejadii
Centaurea kamalnejadii — вид квіткових рослин айстрових (Asteraceae). Ендемік зх. Ірану.

## Середовище
Росте на полях і узбіччях доріг, на висоті 1300—1400 метрів.

## Морфологічна характеристика
Дворічна трав'яниста рослина з товстим свіжострижневим коренем, вся рослина зазвичай зелена, до 45 см заввишки. Стебло товсте, прямовисне, майже просте, жовтувате, ≈ 10 мм в діаметрі біля основи, циліндричне, дрібно-біло-смугасте, в серединній частині густо облистнене, нижня частина червонувата й майже гола або рідко вкрита волосками, серединна частина нещільно вкрита волосками, верхня частина густо вкрита павутинними волосками. Листки жорсткі, нерозділені, вкриті волосками, більш щільні по серединній жилці та жилкуванню, жилки виступають з обох боків. Прикореневі та нижні стеблові листки черешкові, засохлі при квітці, яйцеподібні або ланцетні, ≈ 24 × 8–10 см, загострені на вершині. Серединні стеблові листки сидячі, ланцетні або зворотноланцетні, звужені до основи, 14–20 × 6,5–8,5 см, нерівно або віддалено зубчасті. Верхні стеблові листки дедалі менші, сидячі, ланцетні або вузьколанцетні, (5)8–15 × (0,5)1,3–4,5 см, пухко вкриті павутинними волосками, цілокраї, загострені або зубчасті на верхівці. Квіткові голови численні, від 7 до 10, розташовані в китиці. Обгортки від яйцюватої до майже кулястої форми, опуклі біля основи, ≈ 50 × 45–50 мм. Квіточки пурпурові; центральні — двостатеві, 57–60 мм завдовжки, віночок ± 22 мм завдовжки, 5-лопатевий, частки 8–10 мм завдовжки, з темно-пурпуровими жилками, пиляки блідо-пурпурові, коротші від віночка або дорівнюють йому; периферійні квіточки безплідні, майже рівні центральним, численні (15–20 у кожній головці) і помітні, дрібно розсічені, злегка променисті, 5-лопатеві. Сім'янки довгасті, 6,5–7 мм завдовжки, ≈ 3 м завширшки, блідо-коричневі, голі; чубчик стійкий, багаторядний, блідо-коричневий, довжиною 15–16 мм, щетинки внутрішніх рядів трохи довші за інші.